# Опосум китњастог репа
Опосум китњастог репа (Glironia venusta) врста је сисара из породице опосума (Didelphidae) и истоименог реда Didelphimorphia.

## Распрострањење
Ареал врсте је ограничен на мањи број држава. Врста има станиште у Бразилу, Колумбији, Перуу, Еквадору и Боливији.

## Станиште
Станиште врсте су шуме до 500 метара надморске висине. Врста је присутна на подручју реке Амазон у Јужној Америци.

## Угроженост
Ова врста није угрожена, и наведена је као последња брига јер има широко распрострањење.